# Johan Mårtensson
Johan Mårtensson (* 16. Februar 1989 in Skövde) ist ein schwedischer Fußballspieler. Der defensive Mittelfeldspieler bestritt seine bisherige Karriere in Schweden und den Niederlanden, seit 2022 steht er in Griechenland bei Panetolikos unter Vertrag.

## Werdegang

### Karrierestart in Schweden
Mårtensson spielte in der Jugend beim Ulvåkers IF, ehe er beim Tibro AIK im Alter von 18 Jahren in den Kader der Wettkampfmannschaft aufrückte. Anfang 2008 verlieh ihn der Ulvåkers IF an den Drittligisten Skövde AIK in die Division 1. Dort rückte er in den Fokus der Verantwortlichen für die U-19-Nationalmannschaft und nahm mit der Auswahlmannschaft an der Qualifikation zur U-19-Europameisterschaft 2008 teil, in der er mit der Mannschaft scheiterte. Jedoch hatte er auch höherklassig auf sich aufmerksam gemacht. Bereits im Vorfeld des im Mai 2008 in der Schweiz stattfindenden Qualifikationsturniers meldete der Göteborger Klub GAIS die Verpflichtung des als Perspektivspielers geltenden Defensivspezialisten.
Trainer Magnus Pehrsson setzte Mårtensson direkt im Anschluss an die aufgrund der Europameisterschaft 2008 stattfindenden Sommerpause ein, bei der 0:2-Heimniederlage gegen GIF Sundsvall Ende Juli des Jahres debütierte der Nachwuchsspieler als Einwechselspieler für Andreas Tobiasson. Bereits zwei Wochen später stand er erstmals in der Startformation, bis zum Ende der Spielzeit 2008 hatte er 15 Ligaspiele absolviert und mit der Mannschaft an der Seite von Dime Jankulovski, Bobbie Friberg Da Cruz und Wanderson do Carmo als Tabellenelfter die Klasse gehalten. Beim 4:2-Auswärtserfolg bei Hammarby IF Mitte August hatte er dabei sein erstes Tor in der Allsvenskan erzielt. Anschließend übernahm Alexander Axén für den nach Dänemark gewechselten Pehrsson das Traineramt, bereits in der Vorbereitung zur Spielzeit 2009 etablierte sich Mårtensson als Stammkraft und stand in der anschließenden Spielzeit bei seinen 25 Ligaeinsätzen jeweils in der Startformation. Parallel spielte er sich in die von Tommy Söderberg und Jörgen Lennartsson betreute schwedische U-21-Auswahl, mit der er in der Qualifikation zur U-21-Europameisterschaft 2011 antrat. Bei den entscheidenden Play-off-Spielen im Herbst 2010 gegen die Schweiz saß er jedoch nur auf der Ersatzbank und konnte das Ausscheiden nicht verhindern. 
Mårtensson hatte sich bereits in jungen Jahren als Stammkraft im defensiven Mittelfeld des Göteborger Klubs etabliert. Folglich bemühte sich der Klub um eine Verlängerung seines Kontraktes. Im Laufe der Vorbereitung auf die Spielzeit 2011 einigten sich der Verein, der Spieler und dessen Berater Stefan Pettersson im Februar auf eine Ausdehnung des Vertrages bis Ende 2012. Im Sommer 2011 verließ der Schwede sein Heimatland und wechselte in die Niederlande zum FC Utrecht. Dort verbrachte er drei Jahre, bevor er 2014 nach Schweden zurückkehrte und sich dem Helsingborgs IF anschloss. Zwischen 2017 und 2022 folgten fünf Spielzeiten beim Örebro SK. Im Januar 2022 nahm ihn Panetolikos aus Griechenland unter Vertrag.

### Wechsel ins Ausland
Trotz der Vertragsverlängerung im Frühjahr verließ Mårtensson im Sommer 2011 Schweden. Am 9. Juli vermeldete der niederländischen Klub FC Utrecht, sich mit Spieler und dessen vormaligem Verein geeinigt zu haben. Bei seinem neuen Klub unterzeichnete er einen bis Sommer 2015 gültigen Vier-Jahres-Vertrag. Anfangs war er bei seinem neuen Arbeitgeber über weite Strecken Stammspieler, in seiner ersten Spielzeit in 25 Saisonspielen auf. Anschließend rückte er unter Trainer Jan Wouters auch aufgrund diverser Verletzungen ins zweite Glied.
Im Sommer 2014 kehrte Mårtensson nach Schweden zurück und schloss sich Helsingborgs IF an.